# Opogona arizonensis
Opogona arizonensis är en fjärilsart som beskrevs av Davis 1978. Opogona arizonensis ingår i släktet Opogona och familjen äkta malar. Inga underarter finns listade i Catalogue of Life.